# Юха (фильм)
«Юха» (фин. Juha) — чёрно-белый немой фильм финского режиссёра Аки Каурисмяки, созданный в 1999 году по одноимённому роману Юхани Ахо (1911); «история маргиналов в маргинальной стране».
Премьера фильма состоялась в феврале 1999 года на 49-й Берлинском международном кинофестивале, показ картины сопровождался оркестром из тринадцати музыкантов.

## История создания
Аки Каурисмяки начал снимать «Юху» в середине 1990-х годов как звуковой фильм, однако вскоре прекратил съёмки.

## Сюжет
Сельскую идиллию совместной жизни хромоногого фермера Юхи (Сакари Куосманен) и сироты Марьи (Кати Оутинен) разрушает вторжение городского соблазнителя Шемейкки (Андре Вильм), который уводит Марью в город и пытается принудить к занятию проституцией. Марья беременна, а Юха отправляется отомстить.

## В ролях
- Сакари Куосманен — Юха
- Кати Оутинен — Марья
- Андре Вильм — Шемейкка
- Маркку Пелтола — водитель
- Элина Сало — сестра Шемейкки
- Она Камю

## Оценки
По мнению кинокритика Андрея Плахова, этот немой фильм является логическим завершением развития минималистской эстетики режиссёра: с каждым фильмом диалоги в них всё в большей степени редуцировались, становясь «почти невесомыми».

## Награды и номинации
- 1999 — почетное упоминание Международной конфедерации артхаусного кино на Берлинском кинофестивале.
- 1999 — номинация на премию «Аманда» за лучший северный фильм.
- 1999 — участие в конкурсной программе Вальядолидского кинофестиваля.
- 1999 — премия «Бронзовая лягушка» фестиваля Camerimage (Тимо Салминен).
- 2000 — 4 номинации на премию «Юсси»: лучшая режиссура (Аки Каурисмяки), лучшая актриса (Кати Оутинен), лучшая операторская работа (Тимо Салминен), лучшая музыка (Ансси Тиканмяки).